# 310
310 (CCCX) var ett normalår som började en söndag i den julianska kalendern.

## Händelser

### April
- 18 april – Sedan Marcellus I har avlidit året innan väljs Eusebius till påve (detta eller föregående år).

### Augusti
- 17 augusti – Eusebius blir avsatt som påve och skickas i exil till Sicilien (detta eller föregående år).

### Okänt datum
- Medan Konstantin den store krigar mot bruktererna, försöker Maximianus göra sig själv till kejsare i Arles. Konstantins trupper återvänder snabbt och tvingar Maximianus att fly. Han kapitulerar dock vid Marseille, varpå Konstantin låter avrätta honom.
- Romarna besegrar frankerna.

## Födda
- Decimus Magnus Ausonius, romersk poet och retoriker
- Epiphanius, kyrkofader

## Avlidna
- 21 oktober – Eusebius, påve från 18 april till 17 augusti detta eller föregående år
- Maximianus, romersk kejsare 286–305 (tvingad att begå självmord)